# Чутівське газоконденсатне родовище
Чутівське газоконденсатне родовище — належить до Машівсько-Шебелинського газоносного району Східного нафтогазоносного регіону України.

## Опис
Розташоване в Полтавській області на відстані 35 км від м. Полтава.
Знаходиться в центральній частині приосьової зони Дніпровсько-Донецької западини в межах Чутівсько-Розпашнівського структурного валу.
Підняття виявлене в 1954 р. Пробуреними свердловинами розкрито розріз карбонатно-теригенних відкладів від четвертинних до середньокам'яновугільних, а також солі пермського та девонського віку. Перший промисл. приплив газу отримано з відкладів пермі та середнього карбону з інт. 3228-3322 м та 2994-3110 м у 1976 р.
Поклади пластові або масивно-пластові, тектонічно екрановані та літологічно обмежені. Колектори — пісковики. Режим покладів газовий. Запаси початкові видобувні категорій А+В+С1: газу — 12095 млн. м³; конденсату — 59 тис. т.